# Grypocentrus japonicus
Grypocentrus japonicus là một loài tò vò trong họ Ichneumonidae.